# Tony Levin
Tony Levin (Boston, 6 giugno 1946) è un bassista e stickista statunitense.
Ha suonato con artisti quali James Taylor, Peter Gabriel, King Crimson, Yes (Anderson Bruford Wakeman Howe), Andy Summers, Liquid Tension Experiment, Pink Floyd, John Lennon, Dire Straits, Joan Armatrading, Alice Cooper, Seal, David Bowie, Carly Simon, Ivano Fossati, Claudio Baglioni, California Guitar Trio, Sarah McLachlan, Kevin Max, Paul Simon, Michael Schenker Group e molti altri, anche alcuni minori italiani. Noto per il suo approccio innovativo al basso, Levin è stato fra i pionieri dell'uso del Chapman Stick e del contrabbasso elettrico, oltre che creatore di una tecnica per suonare il basso con le bacchette, nota come funk fingers.
Levin è un bassista di grande reputazione, noto per unire una grande tecnica musicale a un grande senso del groove, una buona dose d'umorismo e un'inarrestabile passione. Il grande pubblico conosce il basso accattivante del brano Sledgehammer di Peter Gabriel; il nome di Levin è anche associato ai King Crimson.
Oltre ad aver lavorato in album di altri artisti, Levin ha prodotto alcuni album solisti (Waters of Eden, Pieces of the Sun, Resonator), e un live a nome Double Espresso.

## Biografia
Tony Levin è nato il 6 giugno 1946 a Boston. Crebbe nel sobborgo di Brookline e a 10 anni iniziò a suonare il contrabbasso. Alle scuole superiori imparò anche la tuba, suonando come solista nella banda locale e fondò un barbershop quartet. Il suo interesse principale rimase legato al contrabbasso, che arrivò a suonare alla Casa Bianca con un'orchestra giovanile, in onore di John e Jackie Kennedy. Anche suo fratello maggiore Pete è un musicista, tastierista e compositore con il quale, solo nel 2014 ha fondato il gruppo Levin Brothers.
Dopo le superiori frequentò la Eastman School of Music di Rochester e suonò nell'orchestra filarmonica della città. Alla Eastman conobbe Steve Gadd, in seguito diventato un apprezzato batterista, che insegnò a Levin a suonare il jazz e rock. Levin barattò il suo Ampeg per un vecchio Fender Precision, che rimase il suo unico strumento per molti anni.
Nel 1970 Levin si trasferì a New York ed entrò in un gruppo chiamato Aha, the Attack of the Green Slime Beast in cui suonava anche Don Preston, tastierista dei Mothers of Invention di Frank Zappa. Poco tempo dopo Levin iniziò a lavorare come sessionman e il suo nome apparve su numerosi album degli anni settanta.
Verso la fine del decennio Levin decise di entrare nella band di Peter Gabriel. Aveva conosciuto Gabriel attraverso il produttore Bob Ezrin con cui Levin aveva inciso Welcome to My Nightmare di Alice Cooper e Berlin di Lou Reed. Da allora Levin ha suonato moltissimo con Gabriel, sia in studio sia in concerto. Nel primo album di Gabriel Levin suonò il basso, la tuba e diresse persino un barbershop quartet nel brano Excuse Me.
Fu in quei primi anni con Gabriel che Levin sviluppò il suo personalissimo stile con il Chapman Stick. La canzone Big Time, dall'album So di Gabriel, ispirò l'invenzione dei funk fingers, che sono bacchette da batteria, mozzate e utilizzate per martellare sulle corde del basso. Secondo quanto riportato da Levin, l'idea fu di Gabriel e di Andy Moore, che ne curò la commercializzazione.
Nel 1978 Levin si trasferì a Woodstock, nello stato di New York, per entrare nel gruppo L'Image insieme col suo vecchio amico Steve Gadd, a Mike Mainieri e a Warren Bernhardt. Questa band si sciolse dopo un anno e Levin rimase a Woodstock, dove vive tuttora.
Nel 1980 Levin suonò nell'album Exposure di Robert Fripp che Levin aveva conosciuto durante l'incisione del primo album di Gabriel. Questa collaborazione gli aprì la strada per entrare nei King Crimson.
Negli anni successivi Levin suonò con numerosi artisti, tra cui Paul Simon, Gary Burton, James Taylor, Herbie Mann, Goro Noguchi, Judy Collins, Joe Yamanaka, Carly Simon, Peter Frampton, Anderson Bruford Wakeman Howe, Tim Finn, Richie Sambora, Alice e Claudio Baglioni. Levin appare anche nel film di Simon Divorzio stile New York, del 1980.
Nel 1984 Levin pubblicò il libro fotografico Road Photos, una raccolta di fotografie in bianco e nero scattate durante i suoi viaggi con King Crimson, Gabriel, Simon e altri.
Nel 1994 Levin rientrò nei King Crimson, scioltisi nel 1984, fino a quando questi rimasero nella formazione "doppio trio" (Tony Levin, Robert Fripp, Adrian Belew, Trey Gunn, Pat Mastelotto e Bill Bruford), uscendone quando Fripp trasformò il doppio trio in un quartetto; l'altro escluso fu Bruford. È in questo periodo che Fripp lo spinse verso la carriera solista. Nel 1996 pubblicò il suo primo disco per la Discipline Global Mobile (DGM), l'etichetta etica creata dall'amico.
Nel 2004 Trey Gunn lasciò i King Crimson e Levin rientrò nel gruppo per sostituirlo. È solo nel 2008 che la band torna effettivamente in attività con l'aggiunta di Gavin Harrison alla batteria, accanto a Mastelotto.

## Tony Levin e l'Italia
Se già a livello mondiale Tony Levin è probabilmente considerato uno dei session-man più famosi questo vale ancor di più per l'Italia, l'unico Paese dove, a suo dire, viene regolarmente riconosciuto e fermato per firmare autografi. Ha suonato con decine di artisti, da Vasco Rossi ad Alice, da Claudio Baglioni a Raf, da Eros Ramazzotti a Ron. Ha anche firmato il brano "L'abito della sposa" del disco Macramè di Ivano Fossati.
Nel 2005, in occasione del suo primo tour in Europa con la Tony Levin Band, ha cantato per la prima volta i brani dal nuovo album Resonator+, dove dimostra di avere una eccellente voce.
I concerti Italiani hanno avuto un buon successo, registrando anche un tutto esaurito nella data di Schio (Vicenza). La sua fama è tale che durante le olimpiadi di Torino 2006 il quotidiano la Stampa gli dedicò un articolo dal titolo L'uomo che disse no alle Olimpiadi.
Una decina di giorni prima dell'inizio dei giochi, Peter Gabriel gli chiese di registrare al contrabbasso Imagine di John Lennon. Gli chiese anche se era disponibile per un piccolo concerto in Italia, invito che Tony dovette declinare per altri impegni. Fu solo guardando la cerimonia di apertura dei giochi, un concerto seguito da 2 miliardi di persone, che vide Gabriel comparire al piano, accompagnato da David Rhodes che fingeva di suonare al contrabbasso la parte di Levin.
Per rimediare a questo malinteso con l'Italia, visto il successo del 2005, la Tony Levin Band ha portato in tour "Resonator" anche nel 2006 in tutta Europa, con 7 date in Italia.

## Discografia parziale

### Da solista
- 1995 – World Diary
- 1997 – From the Caves of the Iron Mountain (con Steve Gorn e Jerry Marotta)
- 2000 – Waters of Eden
- 2002 – Pieces of the Sun
- 2002 – Double Espresso (Live)
- 2005 – Prime Cuts
- 2006 – Resonator
- 2007 – Stick Man
- 2011 – Levin Torn White (con David Torn e Alan White)
- 2019 – The Bucket List
- 2024 – Bringing It Down to the Bass

### Con i King Crimson
- 1981 – Discipline
- 1982 – Beat
- 1984 – Three of a Perfect Pair
- 1986 – The Compact King Crimson (Raccolta)
- 1994 – Vrooom (EP)
- 1995 – Thrak
- 1995 – B'Boom: Live in Argentina (Live)
- 1996 – Thrakattak (Live)
- 1998 – Absent Lovers: Live in Montreal (Live)
- 1999 – Live at Cap d'Agde, 1982 (Live)
- 1999 – Cirkus: The Young Persons' Guide to King Crimson Live (Live)
- 1999 – King Crimson on Broadway (Live)
- 1999 – Live in Mexico City (Live)
- 1999 – The Deception of the Thrush: A Beginners' Guide to ProjeKcts (Raccolta)
- 2000 – The Beginners' Guide to the King Crimson Collectors' Club (Raccolta)
- 2001 – Vrooom Vrooom (Live)
- 2005 – The 21st Century Guide to King Crimson - Volume Two - 1981–2003 (Raccolta)
- 2006 – The Condensed 21st Century Guide to King Crimson (Raccolta)

#### Con i ProjeKct One
- 1998 – Live at the Jazz Café (Live)
- 2003 – Jazz Café Suite (Live)
- 2005 – London, Jazz Café, England - December 4, 1997 (Live)

#### Con i ProjeKct Four
- 1999 – West Coast Live (Live)
- 1999 – Live in San Francisco (Live)

### Con i Bozzio Levin Stevens
- 1997 – Black Light Syndrome
- 2000 – Situation Dangerous

### Con i Liquid Tension Experiment
- 1998 – Liquid Tension Experiment
- 1999 – Liquid Tension Experiment 2
- 2007 – Spontaneous Combustion (pubblicato come Liquid Trio Experiment)
- 2009 – When the Keyboard Breaks: Live in Chicago (Live) (pubblicato come Liquid Trio Experiment 2)
- 2009 – LTE Live 2008 (box set)
- 2009 – Live in NYC (Live)
- 2009 – Live in LA (Live)
- 2021 – Liquid Tension Experiment 3

### Con i Bruford Levin Upper Extremities
- 1998 – Bruford Levin Upper Extremities
- 2000 – B.L.U.E. Nights

### Con gli Stick Men
- 2010 – Soup
- 2011 – Absalom (EP)
- 2012 – Open
- 2013 – Deep
- 2014 – Power Play (Live)

### Con i Levin Minneman Rudess
- 2013 – LMR
- 2016 – From the Law Offices of Levin Minnemann Rudess

### Collaborazioni
- 1974 – Arif Mardin – Journey
- 1977 – Peter Gabriel – Peter Gabriel (Car)
- 1978 – Peter Gabriel – Peter Gabriel (Scratch)
- 1980 – Peter Gabriel – Peter Gabriel (Melt)
- 1980 – Art Garfunkel – Scissors Cut
- 1986 – Alice – Park Hotel
- 1980 - John Lennon e Yōko Ono – Double Fantasy
- 1982 – Peter Gabriel – Peter Gabriel (Security)
- 1985 – Peter Gabriel – Birdy
- 1986 – Peter Gabriel – So
- 1986 – David Torn – Cloud About Mercury
- 1986 – Ric Ocasek – This Side of Paradise
- 1987 – Pink Floyd - A Momentary Lapse of Reason
- 1989 – Anderson Bruford Wakeman Howe – Anderson Bruford Wakeman Howe
- 1990 – Claudio Baglioni – Oltre (basso in Acqua dalla Luna, Signora delle ore oscure, Navigando e Mille giorni di te e di me)
- 1991 – Richie Sambora – Stranger in this town
- 1992 – Peter Gabriel – Us
- 1993 – Spin 1ne 2wo – Spin 1ne 2wo
- 1996 – Paula Cole – This Fire
- 1998 – Vasco Rossi – Canzoni per me
- 1999 – Paula Cole – Amen
- 2000 – Peter Gabriel – OVO
- 2002 – Peter Gabriel – Up
- 2005 – Anthony Curtis – Book of the Key
- 2008 – Head – Save Me from Myself
- 2009 – L'Image – L'Image 2.0